# Razgrad (provins)
Razgrad er en af de 28 provinser i Bulgarien, beliggende i den nordøstlige del af landet, grænsende til Sjumen-, Targovisjte-, Ruse- og Silistra-provinserne. Provinsen har et areal på 2.637 kvadratkilometer og et indbyggertal (pr. 2009) på 152.417.Folketællingen 7. september 2021 viste et indbyggertal på 103.223 i provinsen. Klik på referencen under indledningen i artiklen om Bulgarien for resultat af folketælling.
Razgrad hovedstad er byen Razgrad, der med sine ca. 40.000 indbyggere også er provinsens største by. Af andre store byer kan nævnes Isperitj (ca. 10.000 indbyggere) og Kubrat (ca. 8.000 indbyggere). Provinsen har en overvejende etnisk tyrkisk befolkning, og desuden et stort mindretal af romaer.